# Lettie G. Howard
Le Lettie G. Howard est une goélette à coque de bois, construite en 1893 dans le comté d'Essex dans le Massachusetts.
Il appartient au South Street Seaport Museum de New-York depuis 1968 qui l'a remis en état et a assuré depuis sa restauration.
Il est répertorié en tant que National Historic Landmark depuis 1989 par le National Park Service.

## Histoire
Le  Lettie G. Howard est une goélette de pêche, de type Fredonia construite en 1893 dans l'Essex, Massachusetts par Arthur D. Story. Il est l'un de deux seuls exemplaires restants. Ce type de voilier de pêche a été couramment utilisé par les pêcheurs sur la côte atlantique nord-américaine.
Il porte le nom de la fille de son premier capitaine, Fred G. Howard qui pêchait le rouget au large de la péninsule du Yucatan. 
Après sa longue carrière de voilier de pêche, il a été acquis par le South Street Seaport Museum de New-York en 1968 et réhabilité.
Il a ensuite été restauré en 1991 puis certifié pour pouvoir servir de navire-école pour la formation à la navigation à voile de la jeunesse.
Il est basé au South Street Seaport de New York, et navigue actuellement le long de la côte Nord comme voilier-charter.